# Limnodriloides basilicus
Limnodriloides basilicus är en ringmaskart som beskrevs av Finogenova 1986. Limnodriloides basilicus ingår i släktet Limnodriloides och familjen glattmaskar. Inga underarter finns listade i Catalogue of Life.